# تویوتا کمری سولارا
تویوتا کمری سولارا (Toyota Camry Solara) خودرویی است که در سال‌های ۱۹۹۸ تا ۲۰۰۹تولید شده‌است.
این خودرو در کلاس خودرو سایز متوسط قرار گرفته، طراحی آن خودروهای موتور جلو-محور جلو بوده‌است.
- نام:  کمری Solara
- نام انگلیسی:  Camry Solara
- کارخانه مونتاژ کننده:  Toyota
- موتور استاندارد:  ۳٫۳
- حجم موتور:  ۳۳۱۰
- حداکثر قدرت:  ۲۱۰@۵۶۰۰
- جعبه دنده:  ۵ دنده اتوماتیک
- حداکثر سرعت:  ۲۱۰
- شتاب ۰ تا ۱۰۰:  ۷٫۲
- تعداد سیلندر:  ۶
- تعداد سوپاپ:  ۲۴
- نسبت سوپاپ به سیلندر:  ۴
- حداکثر گشتاور:  ۲۹۸@۳۶۰۰
- نسبت تراکم:  ۱۰٫۸:۱
- میزان مصرف بنزین خارج شهر:  ۸٫۷ لیتر
- میزان مصرف بنزین داخل شهر:  ۱۳ لیتر
- طول:  ۴۸۹۰ میلی‌متر
- عرض:  ۱۸۱۶ میلی‌متر
- ارتفاع:  ۱۴۲۵ میلی‌متر
- فاصله دو محور:  ۲۷۲۰ میلی‌متر
- قطر تایر:  ۱۷
- عرض تایر:  ۲۱۵
- نسبت ارتفاع به عرض تایر:  ۵۵
- سیستم ضد قفل ABS:  دارد
- فرمان هیدرولیک:  دارد
- کیسه هوا:  برای راننده و سرنشین جلو و کناری
- قفل مرکزی:  دارد
- سایر مشخصات
- حجم مخزن:  ۷۰
- وزن در حالت معمول:  ۱۵۵۳ کیلوگرم
- تعداد سرنشین:  ۵
- توضیحات
- کارخانه سازنده:  تویوتا «Toyota»
- کشور سازنده:  ژاپن
- شروع تولید:  ۲۰۰۴
- پایان تولید:  ۲۰۰۹